# José Luis Banús Aguirre
José Luis Banús Aguirre (Bilbao, 29 de junio de 1914-Madrid, 23 de octubre de 1991) fue un periodista e historiador español.

## Biografía
Nació en Bilbao en 1914. Realizaría estudios de Filosofía y Letras en la Universidad de Zaragoza, en la que se licenció en 1934 y donde perteneció a la Asociación de Estudiantes Católicos. A partir de 1937, tras el estallido de la Guerra civil, pasó a trabajar como redactor en el diario donostiarra La Voz de España.
A lo largo de su carrera trabajó en varios medios pertenecientes a la Cadena de Prensa del Movimiento. Llegaría a ser director de los periódicos Unidad de San Sebastián, Hierro de Bilbao y El Pueblo Gallego de Vigo. En el donostiarra La Voz de España tuvo también una presencia destacada —llegaría a ser director adjunto—, contando con secciones propias como «Los caminos del Mundo» o «Glosas euskeras». Además de la carrera periodística, José Luis Banús desempeñó diversos puestos políticos: fue concejal del Ayuntamiento de San Sebastián y consejero provincial del «Movimiento» por la provincia de Guipúzcoa. Fue también autor de varias obras de carácter histórico. En los años del tardofranquismo llegó a estar amenazado por la banda terrorista ETA, lo que implicó que llevase protección y escolta policial.
Falleció en Madrid el 23 de octubre de 1991.

## Obras
- —— (1963). El Fuero de San Sebastián. Ayuntamiento de San Sebastián.
- —— (1986). El archivo quemado: inventarios antiguos del acervo documental de la M.N. y M.L. Ciudad de San Sebastián antes de la destrucción de 1813. Sociedad Guipuzcoana de Ediciones y Publicaciones: San Sebastián.[5]
- —— (1988). El San Sebastián de antaño. Sociedad Guipuzcoana de Ediciones y Publicaciones.